# Van Doorn (I)

Familiewapen van Van Doorn

Van Doorn (ook: Van Doorn van Westcapelle) is een Nederlands geslacht waarvan leden sinds 1829 tot de Nederlandse adel behoren.

## Geschiedenis
De stamreeks begint met Jan van Dooren, vermeld te Geldrop in 1623. Zijn nazaat, mr. Abraham van Doorn (1760-1814), was schepen en maire van Vlissingen en werd bij besluit van 6 mei 1813 door keizer Napoleon verheven tot Chevalier de l'Empire. Twee zonen van de laatste werden in 1829 verheven in de Nederlandse adel, de oudste zoon met de titel van baron bij eerstgeboorte; later in het jaar werd nog een zus verheven in de Nederlandse adel.
In 1694 vertrok een nazaat van de stamvader, Hendrik van Doorn (1671-1714), naar West-Indië om daar de directie over plantages met de namen Vlissingen en Berbice te voeren. Hij overleed als gegijzelde in Frankrijk in 1714 waarna zijn echtgenote Trijntje van Moerkerken (1673-ca. 1750) de directie overnam. Ook hun zoon en kleinzoon werden daar planters. Hun achterkleinzoon Abraham van Doorn (1760-1814) werd een patriciër in Vlissingen, en later een nationaal politicus, waarna bestuurlijke ambten volgden voor diens nageslacht, en adelsverheffing voor drie van zijn kinderen. Ook latere generaties leverden bestuurders op. Daarnaast dienden verscheidene leden aan het hof.

## Enkele telgen
mr. Abraham van Doorn, heer van De Boede (1760-1814), schepen en burgemeester van Vlissingen
- mr. Hendrik Jacob baron van Doorn, heer van Westcapelle (1786-1853), gouverneur van Zeeland en Oost-Vlaanderen, minister van Binnenlandse zaken en van Staat, vicepresident van de Raad van State, opperhofmaarschalk van de Koning, in 1829 verheven in de Nederlandse adel; trouwde in 1810 met jkvr. Adriana Wilhelmina Magdalena Schorer, vrouwe van Westcapelle (1787-1829)
  - jkvr. Jacoba Cecilia van Doorn (1812-1874), hofdame-gouvernante van prinses Maria (1850-1871)
  - mr. Willem Frederik baron van Doorn, heer van Westcapelle (1825-1894), kamerheer van koning Willem III en koningin Wilhelmina
    - Hendrik Jacob baron van Doorn van Westcapelle, heer van Westcapelle (1855-1934), stalmeester i.b.d. van de koningin
- jhr. mr. Anthony Pieter van Doorn, heer van Koudekerke (1791-1870), president provinciaal gerechtshof van Zeeland, in 1829 verheven in de Nederlandse adel
  - jhr. mr. Johan Hendrik Pieter van Doorn (1819-1865), rechter van de arrondissementsrechtbank te Zierikzee
  - jhr. Johan Adriaan Hendrik Cornelis van Doorn, heer van Koudekerke (1823-1895), ontvanger der directe belastingen
    - jhr. mr. Anthonij Adriaan van Doorn, heer van Koudekerke (1854-1935), burgemeester laatstelijk van Vlissingen
    - jhr. Hendrik Anthony van Doorn, heer van Koudekerke (1872-1948), burgemeester laatstelijk van Oost- en West-Souburg
      - jhr. mr. Dirk van Doorn, heer van Koudekerke (1909-1992), burgemeester en secretaris van Kattendijke
        - jhr. mr. Hendrik Rombout  van Doorn, heer van Koudekerke (1942-2014), rijksambtenaar
          - jhr. mr. Alarik van Doorn, heer van Koudekerke (1967), bedrijfsdirecteur en chef de famille